# 尼崎市立園田東小学校
尼崎市立園田東小学校（あまがさきしりつ そのだひがししょうがっこう）は、兵庫県尼崎市東園田町八丁目にある公立小学校。

## 沿革
- 1962年（昭和37年）4月1日 - 尼崎市立園和小学校から分離し、開校。
- 1962年（昭和37年）10月18日 - 開校式を挙行。この日を創立記念日とする。

## 通学区域
- 尼崎市
  - 東園田町7丁目10番地1、11～13番地、14番地1、15番地1・24～28・42・43、16番地、17番地、18番地1・39～43、19番地1～4・25、72～93番地
  - 東園田町8丁目1～59番地、60番地3・4、61番地1・6～20、62番地3、63番地3、64番地3、67～74番地、76～78番地、111番地43～57
  - 戸ノ内町1丁目～6丁目

卒業生は基本的に尼崎市立園田東中学校に進学する。

## 周辺
- 猪名川
- 藻川

当校の南方300mで、両川は合流する。

## 交通
- 阪急神戸線園田駅から南東へ1km

阪急神戸線は当校北側を通過しているものの、当校区に駅は無い。
- 阪神バス尼崎市内線（旧・尼崎市交通局）21-2番・23番 『園田東小学校』停留所にて下車、徒歩1分[1]

## 通学区域が隣接している学校
- 尼崎市立園和小学校
- 尼崎市立小園小学校
- 尼崎市立浜小学校

以下は大阪府。
- 大阪市立加島小学校
- 豊中市立庄内西小学校
- 豊中市立庄内さくら学園